# أراكاشة بيضاوية
أراكاشة بيضاوية (الاسم العلمي:Arracacia ovata) هي نوع من النباتات يتبع جنس الأراكاشة من الفصيلة الخيمية.